# François Delattre
François Delattre (Saint-Marcellin, 15 de noviembre de 1963) es el actual representante permanente de Francia ante la Organización de las Naciones Unidas en Nueva York. Fue nombrado en el cargo por François Hollande el 12 de junio de 2014 asumiendo efectivamente el puesto el 15 de julio de 2014. Fue el embajador en los Estados Unidos entre febrero de 2011 y junio de 2014, tras ser nombrado por el presidente Nicolas Sarkozy.

## Carrera
Se graduó en el Instituto de Estudios Políticos de París en 1984 y de la Escuela Nacional de Administración con un título en derecho internacional en 1989.
Se unió al Ministerio de Asuntos Exteriores francés en 1989, cumplió funciones en la embajada de Francia en Alemania, y en el Departamento de Asuntos Estratégicos y Desarme. Fue Director de Prensa y Comunicaciones en la Embajada de Francia en Washington D. C., de 1998 a 2002; subdirector de la Oficina del Ministro de Asuntos Exteriores de Francia de 2002 a 2004; Cónsul General de Francia en la ciudad de Nueva York de 2004 a 2008; y Embajador de Francia en Canadá de 2008 a 2011.
Ha presidido el Consejo de Seguridad en tres ocasiones en marzo de 2015, junio de 2016, y octubre de 2017.